# Velký Třebešov
Velký Třebešov (en allemand : Trebeschau) est une commune du district de Náchod, dans la région de Hradec Králové, en Tchéquie. Sa population s'élevait à 311 habitants en 2022.

## Géographie
Velký Třebešov se trouve à 2,6 km à l'ouest du centre de Česká Skalice, à 11,5 km à l'ouest-sud-ouest de Náchod, à 23,5 km au nord-est de Hradec Králové et à 118 km à l'est-nord-est de Prague.

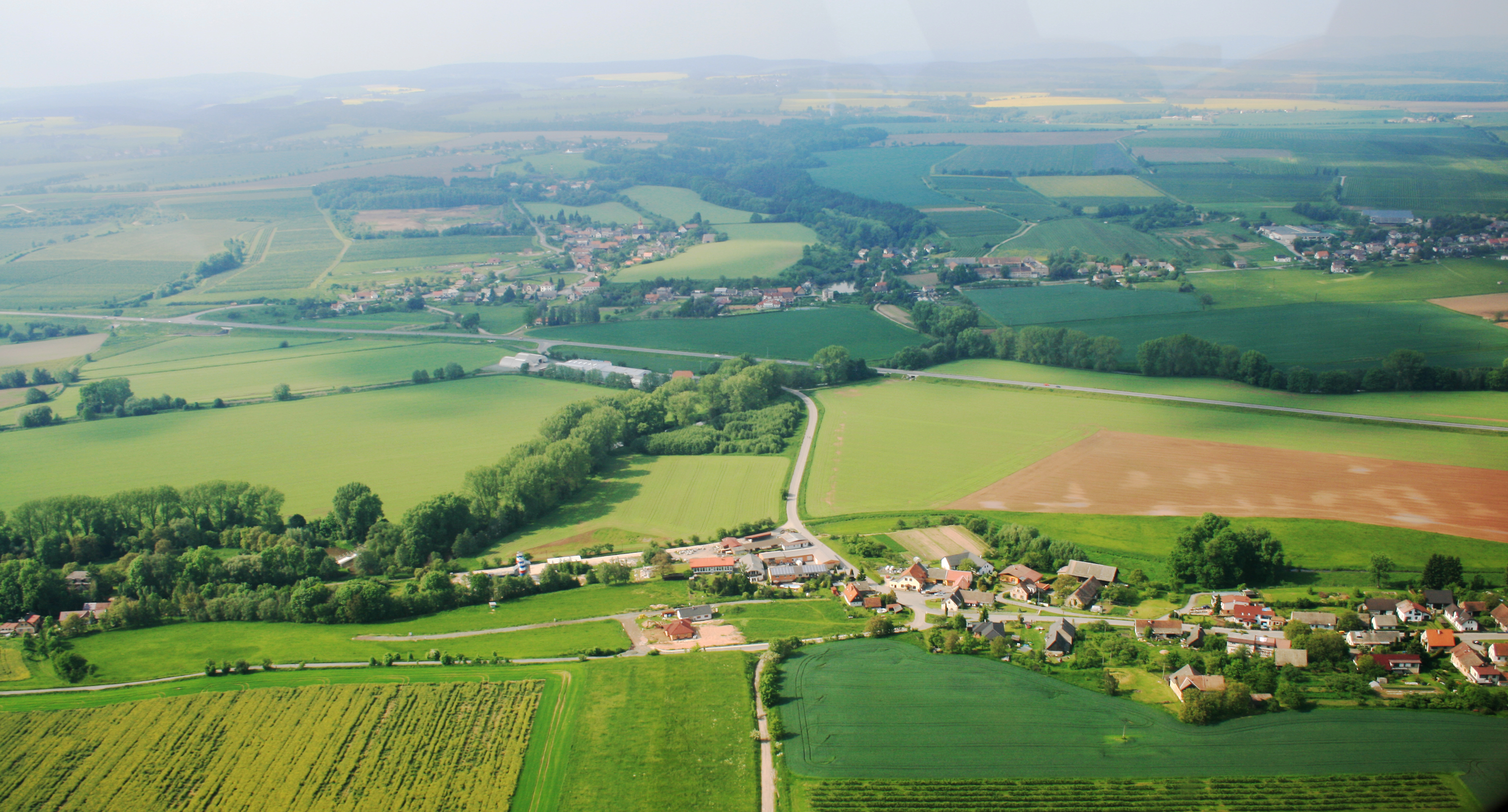
Říkov : vue aérienne.

La commune est limitée par Vestec au nord, par Česká Skalice à l'est, par Říkov au sud, par Dolany à l'ouest et par Chvalkovice au nord-ouest.

## Histoire
La première mention écrite de la localité remonte à 1355.

## Galerie

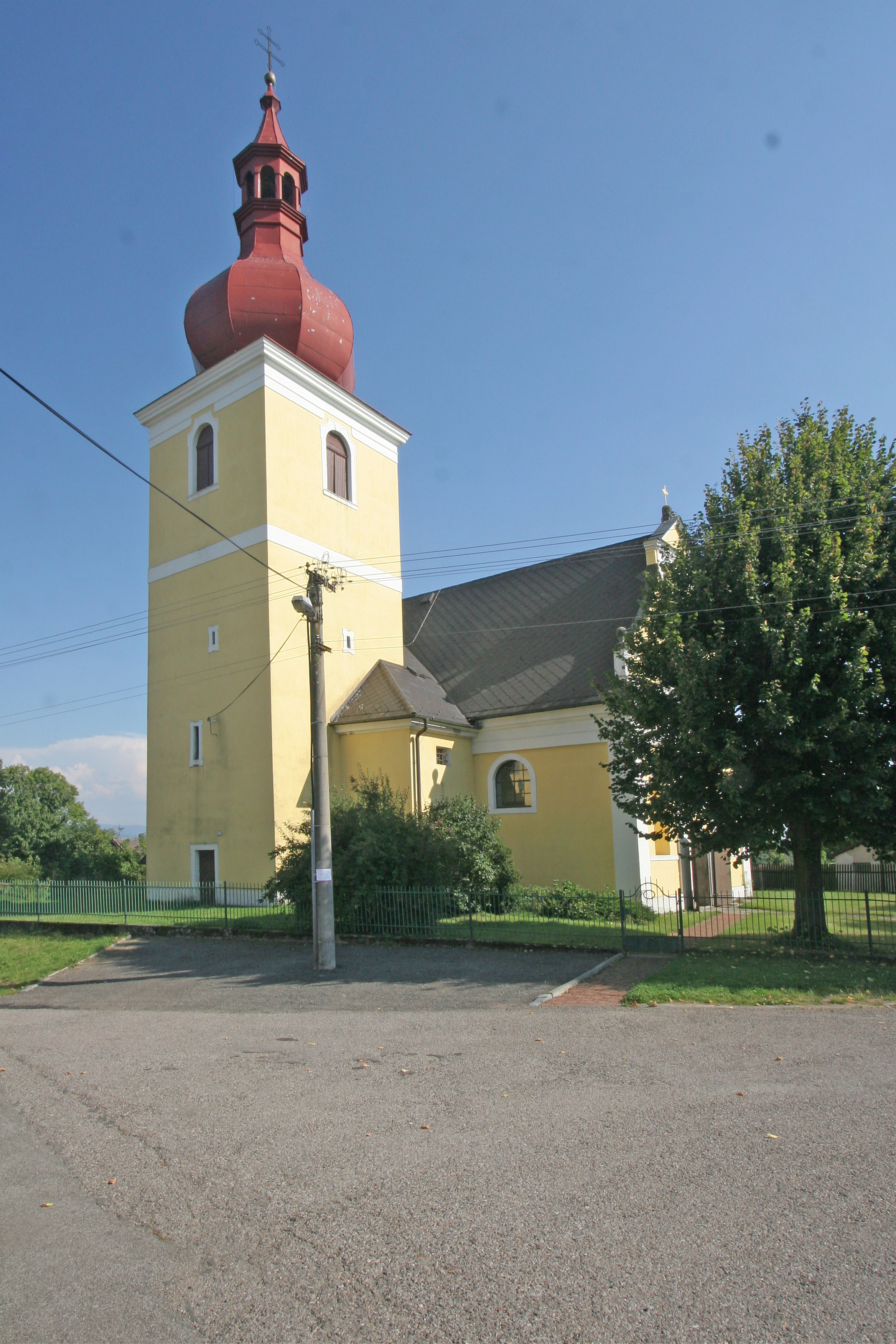
Église Saint-Stéphane.
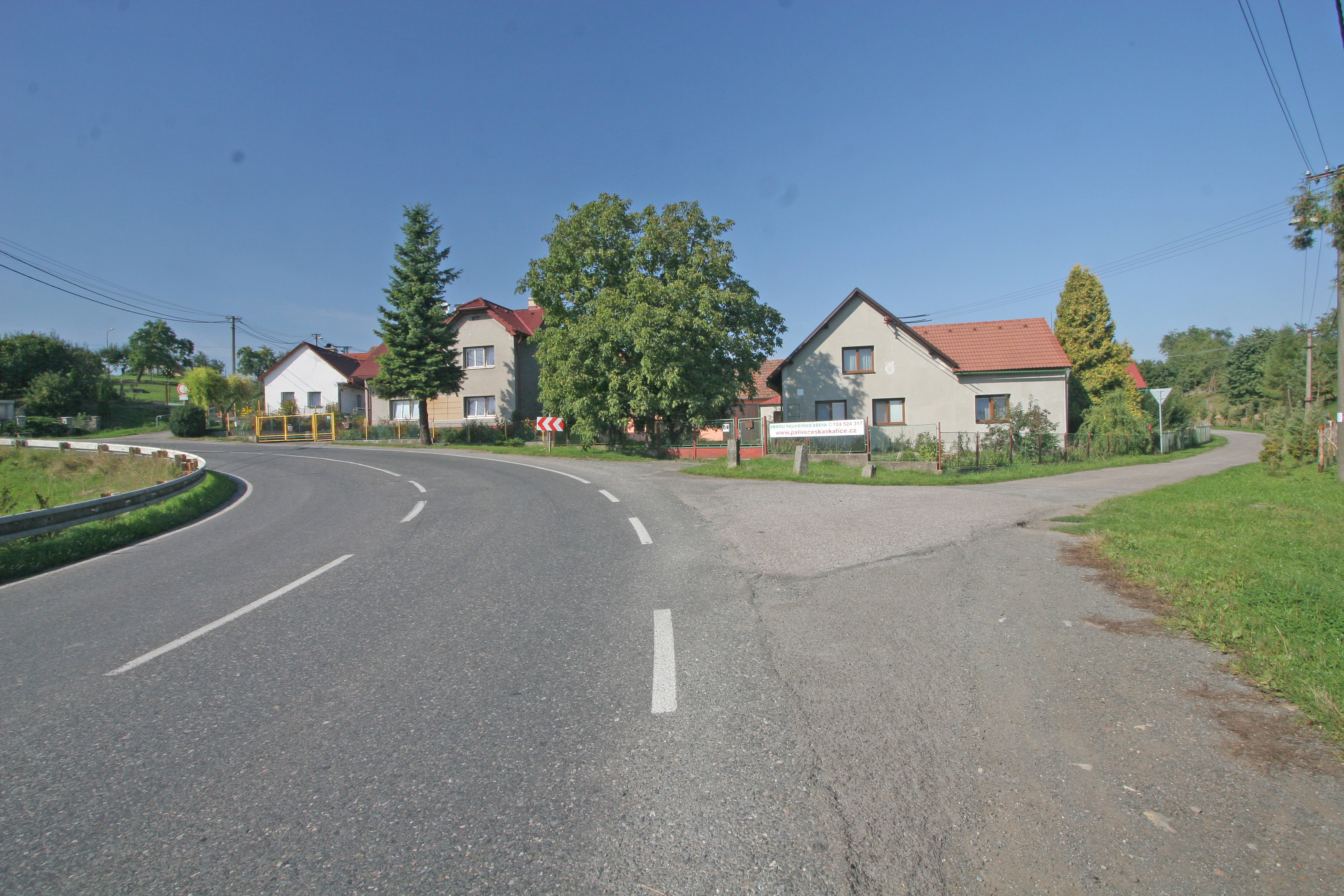
Rue à Velký Třebešov.

## Transports
Par la route, Velký Třebešov se trouve à 2,7 km du centre de Česká Skalice, à 13,5 km de Náchod, à 30 km de Hradec Králové et à 136 km de Prague.